# Джеймс Стрейчі
Джеймс Бомонт Стрейчі (James Beaumont Strachey; [ˈstreɪtʃi] ; 26 вересня 1887, Лондон – 25 квітня 1967, Хай-Вікомб) — британський психоаналітик і перекладач Зигмунда Фрейда на англійську мову (разом зі своєю дружиною Алікс). Найбільше відомий як головний редактор «Стандартного видання повного збірника психологічних праць Зигмунда Фрейда». 

## Біографія
Джеймс Стрейчі — син генерал-лейтенанта сера Річарда Стрейчі та леді (Джейн) Стрейчі. Свого часу народження Джеймса називали дитячим дивом, оскільки його батькові було 70 років, а матері 47. Деякі з його племінників і племінників, які були значно старші за Джеймса, називали його Джембо або Дядько Бебі. У його батьків було тринадцять дітей, з яких десять дожили до повноліття.
Джеймс здобув освіту в підготовчій школі Гіллброу в Рагбі та в Трініті-коледжі в Кембриджі й був відомий як «Маленький Стрейчі»; а його брат Літтон був «Великим Стрейчі». У Кембриджі Стрейчі закохався в поета Руперта Брука, який відповідав на його листування, але не розділяв його почуття. Його самого домагалися альпініст Джордж Мелорі, Гаррі Нортон і економіст Джон Мейнард Кейнс, з яким у нього також був роман. Однак його любов до Брука була незмінною аж до смерті останнього в 1915 році.
У 1916 році під час Першої світової війни Стрейчі відмовився від військової повинності.
Стрейчі був помічником редактора The Spectator і членом Bloomsbury Group або «Bloomsberries», коли познайомився з Алікс Саргант Флоренс, хоча вперше вони зустрілися в 1910 році. Джеймс і Алікс почали жити разом з 1919 року й одружилися в 1920 році.
Невдовзі після весілля вони переїхали до Відня, де Стрейчі почав займатися психоаналізом у Фрейда, великим шанувальником якого був. Він стверджував Літтону, що його аналіз відкрив йому всю «підводну течію життя».  Фрейд звернувся до подружжя з проханням перекласти деякі його твори англійською, що стало справою їхнього життя: вони стали «моїми чудовими перекладачами англійської мови, містером і місіс Джеймс Стрейчі».

## Психоаналіз
Озираючись через сорок років на цей переломний момент, Стрейчі прокоментував колегам-аналітикам свою тодішню кваліфікацію як кандидата в психоаналітики порівняно з теперішнім станом: «Дискредитована академічна кар'єра з найменшим ступенем бакалавра, жодної медичної кваліфікації… жодного досвіду, окрім третьосортної журналістики. На мою користь було лише те, що у віці тридцяти років я несподівано написав листа Фрейду, запитуючи його, чи візьме він мене учнем». 
Він далі розповідав, що, провівши пару років у Відні, "я повернувся до Лондона влітку 1922 року, і в жовтні, без зайвих слів, мене обрали асоційованим членом Британського психоаналітичного товариства. … Через рік мене зробили повноправним членом. Отже, я почав займатися лікуванням пацієнтів, без досвіду, без нагляду, без жодної допомоги, крім двох років аналізу з Фрейдом. "

Тим не менш, Фрейд вирішив, що «Стрейчі повинні стати (повноправними) членами Товариства… Безсумнівно, їхні конфлікти не вирішені, але нам не потрібно чекати так довго, ми можемо лише запустити процес, який має живитися факторами життя». Таким чином Джеймс і Алікс стають практикуючими аналітиками; Згодом Джеймс почав публікувати власні оригінальні статті; і вони разом (у співпраці з Джонсом і Джоан Рів'єр) серйозно почали перекладати праці Фрейда, а також праці ряду інших європейських психоаналітиків, таких як Карл Абрахам. Їх переклад творів Фрейда у двадцяти чотирьох томах залишається стандартним виданням творів Фрейда донині, і, за словами Майкла Голройда, німецьке видавництво розглядало можливість повторного перекладу творів Фрейда на німецьку, оскільки самі переклади Стрейчі були творами мистецтва й науки з лабіринтом додаткових приміток і вступів.
У той час як Стрейчі відіграли важливу роль у заохоченні Мелані Кляйн приїхати до Англії, щоб продовжити свої аналітичні дослідження, обидва водночас залишилися вірними Фрейду та були частиною так званої Середньої групи у суперечливих дискусіях під час війни між прихильниками Мелані Кляйн та Анни Фрейд. Джеймс Стрейчі охарактеризував боротьбу між двома жінками так: «Я вважаю, що місіс К. зробила дуже важливий внесок… але абсурдно вважати, що (а) він охоплює всю тему, або (б) що його достовірність є аксіоматичною. З іншого боку, я вважаю, що міс Ф. так само смішно стверджувати, що [Психоаналіз] — це заповідник, який належить виключно родині Ф.». 

## Психоаналітичні твори
Стрейчі опублікував три статті в International Journal of Psychoanalysis між 1930 і 1935 роками.
У своїй статті 1931 року про «Провокуючий фактор в етіології неврозів» Стрейчі розглядав ті «переживання, які порушують рівновагу між захищеними імпульсами та відлякувальними силами, рівновагу, яка досі була відносно стабільною». 
Його найважливішим внеском, однак, була стаття 1934 року про «Природу терапевтичної дії психоаналізу» — основоположна стаття, яка стверджувала, що «той факт, що патогенні конфлікти, відроджені під час переносу, тепер переживаються у повному емоційному змісті, робить інтерпретацію переносу набагато ефективнішою, ніж будь-яка інша інтерпретація».  Через півстоліття роль «інтерпретацій мутативного переносу, як описано Стрейчі (1934)»  все ще служила відправною точкою для дискусії.
Його «Нарис» життя та творчості Фрейда 1962 року, який є вступом до бібліотеки Penguin Freud Library, вважають геніальним і широким оглядом, заснованим на його глибоких знаннях фройдистського корпусу. 

## Переклади
В одному зі своїх останніх листів до Фрейда Ернест Джонс писав таке: «Ви, мабуть, знаєте, що маєте репутацію автора, якого не найпростіше перекладати».  Звичайно, коли починався переклад англійською мовою, «найперші версії не завжди були вдалими… невимушеними і часом жахливо неточними».  Проте з приходом подружжя Стрейчі «переклади почали покращуватися: у 1924 і 1925 роках невелика англійська команда випустила „Зібрання робіт“ Фрейда в чотирьох томах», які були описані як «найпотужніші переклади англійською мовою»  усіх часів.
Тим не менш, 24-томне стандартне видання залишається вінцем слави Стрейчі. «Це героїчне починання. Там, де це необхідно, пропонуються варіативні тексти; ведеться боротьба з непіддатливим матеріалом … і кожну роботу, навіть найменшу статтю, супроводжує неодмінна бібліографічна та історична довідка».
Найбільш «очевидною вадою в цьому перекладі була заміна простих німецьких термінів, яким надавав перевагу Фрейд, езотеричними неологізмами» , так що, наприклад, його Я та Воно стали «Его» та «Ід». Лакан особливо заперечував проти «перекладуTrieb як інстинкт, адже таким чином все видання базується на повному непорозумінні, що Trieb і інстинкт не мають нічого спільного»  Бруно Беттельгейм пішов ще далі, стверджуючи, що «будь-хто, хто читає Фрейда лише в англійському перекладі Стрейчі, не може зрозуміти, що Фрейд цікавиться людською душею».
Визнаючи, що «переклад Стрейчі був також актом інтерпретації, і неважко було знайти місця, де він заблукав», факт залишається фактом, що «Фрейд був у захваті від роботи, яку вдалося виконати Стрейчі»; тоді як навіть у двадцять першому столітті «німецькі видання покладаються на редакторський апарат Стрейчі, що має бути свідченням того, чого він досяг». 

## ЛІтература
- Holroyd, Michael: Lytton Strachey: The New Biography. (1994, Chatto & Windus).
- The Standard Edition of the Complete Psychological Works of Sigmund Freud, translated from the German under the General Editorship of James Strachey. In collaboration with Anna Freud. Assisted by Alix Strachey and Alan Tyson. 24 volumes. Vintage, 1999.